# Rejon czystopolski
Rejon czystopolski (ros. Чистопольский райо́н, tatar. Чистай районы) – rejon w należącej do Rosji autonomicznej republice Tatarstanu. 
Rejon leży w centralnej części kraju; jego ośrodkiem administracyjnym jest miasto Czistopol. Rejon ma powierzchnię 1823 km²; zamieszkuje go 74 685 osób (wg danych na rok 2021). 